# Mathratus
Mathratus ist im Churrätischen Reichsurbar von 842/843 zur Zeit Ludwigs des Deutschen erwähnt, und zwar als Minister des Ministeriums „Tuverasca“, das insbesondere das Gebiet der Gruob mit Ilanz und Ruis sowie das Lugnez umfasste (gemäss Aegidius Tschudi „Das Ampt ob Chur dem vordern Rhin nach zu Ilanz in der Grub mitsampt Lugnitz. Ministerium quod habuit Mithratus in Tuverasca cum valle Legunitia“).
Er hatte drei Vasallen namens Gerbertus, Arnolphus und Berethgarius. Der Name Mathratus könnte von Mahal/Mal (althochdeutsch) bzw. Mathal (altsächsisch) für Gerichtsplatz und Ratus (lateinisch) für bestätigt, geltend, gültig, rechtskräftig stammen. Ein Ministerium umfasste Güter (Lehen, Kirchen) und Rechte (Zinse und Abgaben).
Er besass die Kirche St. Martin in Ilanz und in St. Martin beim Dorf „Hillande“ (Ilanz) einen königlichen Hof. Gerbertus, Arnolphus und Berethgarius hatten zusammen eine Curtis zu Ruis (in villa Ruana) mit Acker- und Wiesland sowie drei Alpen.